# Tout peut arriver (émission de télévision)
Pour les articles homonymes, voir Tout peut arriver.
Tout peut arriver est une émission de télévision française diffusée sur M6 le mercredi à 20 h 55. Elle est présentée par Guillaume Pley et Jérôme Anthony. Il s'agit d'une adaptation de l'émission britannique Ant & Dec's Saturday Night Takeaway (en) diffusée sur ITV. Dans cette émission, toutes les personnes ne sont pas en sécurité (public, téléspectateurs, etc.). En effet, pendant près de deux heures le public va de surprise en surprise.
Le 21 février 2015, M6 annonce dans un communiqué de presse l'annulation de l'émission, après seulement deux semaines de diffusion, faute d'audiences suffisantes.
Le mardi 3 mars 2015, le groupe M6 annonce que l'émission sera prochainement diffusée sur W9.
La troisième émission est diffusée sur W9 le mardi 24 mars 2015 à 20 h 50.

## Participants

### Émission 1 du11février2015
- James Blunt : invité d'honneur
- Valérie Bègue : elle piège plusieurs personnes
- Gilbert Montagné : plusieurs personnes chantent sa chanson Les Sunlights des tropiques

### Émission 2 du18février2015
- Stéphane Rousseau : invité d'honneur
- Christophe Willem
- Michel Fugain : plusieurs personnes chantent sa chanson Chante